# Rušljivi ugovori
Rušljivi ugovori podrazumevaju odsustvo punovažnosti, koji proizvode pravno dejstvo što podrazumeva da njegove obaveze važe. Ti ugovori usled izvesnih nedostataka mogu biti poništeni zakonom u određenom roku, na zahtev određenih lica, čiji interes je uvređen. Kada se u jednom momentu steknu razlozi koji vode do rušljivosti, za poništenje takvog ugovora je ovlašćena samo ona ugovorna strana u čiju korist je ustanovljena rušljivost

Rušljivi ugovori: relativno ništavi, oborivi

Odnose se na kategoriju nevažećih pravnih poslova. Ugovor je rušljiv:
- Kad ga je zaključila ugovorna strana, koja predstavlja jednu od potpisnica ugovora - postoje dve, koja je ograničeno poslovno sposobna[3][4]. Kod registracije pravnih lica podrazumeva se ograničenje u poslovnom smislu, i tih ograničenja potpisnik ugovora mora da se pridržava, u drugim slučajevima potpuna poslovna sposobnost se stiče punoletstvom, sklapanjem braka pre punoletstva uz dozvolu suda kao i specifičnim odobrenjem;
- Kad je pri njegovom zaključenju bilo mana u pogledu volje strana[5];
- Kad je Zakonom o obligacionim odnosima, ili posebnim odredbama: Zakonom o prometu nepokretnosti, Krivičnim Zakonom[мртва веза], Zakonom o privrednim društvima - to i određeno.

Ugovorna strana u čijem je interesu rušljivost ustanovljena, može podneti tužbu kako bi se poništio ugovor. Ona se podnosi u predviđenom roku, koji zavisi od konkretnog uzroka rušljivosti. U slučaju da se u predviđenom roku tužba ne podigne - ugovor proizvodi punovažno pravno dejstvo, što podrazumeva da ugovorom regulisane obaveze od momenta njegovog zaključenja, važe do momenta proglašenja rušljivosti ugovora.
Kad se rušljivi ugovor poništi, tada dolazi do povratka na pređašnje stanje i do naknade štete.
Ukoliko se ugovarač predomisli, ima pravo da zahteva poništenje, tj. konvaliduje ugovor, što bi definitivno priznalo mogućnost proizvodnje pravnog dejstva. Time bi nestala mogućnost rušenja ugovora, pod izričitim uslovom da je volja izjavljena slobodno.

## Primena rušljivosti ugovora
Primenjuje se iz razloga ograničeno poslovne sposobnosti ugovorne strane (registracijom ograničenog lica u poslovnom smislu);
Autonomija volje je jedna od osnovnih načela obligacionog prava. Prema njoj
Strane u obligacionim odnosima su slobodne u granicama prinudnih propisa, javnog poretka i dobrih običaja, da svoje odnose urede po svojoj volji.
Zato u rušljive pravne poslove zbog nedostataka volje spadaju:
- poslovi zaključeni pod  prinudom ili pretnjom  - svesna nesaglasnost volje i izjave
- kao i pod zabludom i prevarom - nesvesna nesaglasnost volje i izjave;

Ugovor je rušljiv i kad je ZOO ili posebnim propisima izričito predviđeno. 
Može se predvideti načelo jednake vrednosti gde se zakonom određuje u kojim slučajevima narušavanje tog načela povlači pravne posledice, kao i odredbe koje štite to načelo - raskidanje ili izmena ugovora zbog promenjenih okolnosti. Uzimaju se u obzir prekomerna oštećenja i pravila koja se odnose na odgovornost za materijalne i pravne nedostatke stvari. 

## Poništenje rušljivog ugovora

### Jedinstveno pravo
Ugovarač koji je ovlašćen, da nakon stečenih uslova rušljivosti poništi ugovor (ukoliko ne želi - ima pravo da ne podigne tužbu), postojaće kao i svaki validan ugovor i druga lica ne mogu da se pozovu na postojanje tih nedostataka. 
Kad se na zahtev tog lica ugovor poništi, onda on i ne proizvodi pravno dejstvo.

### Rokovi poništenja
Saugovorač u čijem je interesu ustanovljena rušljivost, može dati mogućnost drugoj strani, u roku koji nije manji od 30 dana, da se izjasni da li ostaje pri ugovoru ili ne. U protivnom se izričito smatra da je ugovor poništen.
Pravo na zahtev za poništenjem postoji u roku od godinu dana od saznanja za rušljivost, odnosno od prestanka prinude, koja ne sme biti fizička jer bi se tad podrazumevalo da je ugovor nepostojeći. Pravo svakako prestaje protekom tri godine od sklapanja ugovora. Ovi rokovi su prekluzivni - njihova svrha je definitivno regulisanje odnosa, imaju pravo poništenja koje mora da se iskoristi u navedenom roku.

### Poništenje rušljivih u odnosu na ništave[1]
Važenje pravnog posla zavisi od volje lica čije je pravo povređeno ali ne i od ostalih lica i intervencije javnog tužilaštva.
Kod rušljivih ugovora državni organi nisu ovlašćeni da po službenoj dužnosti ispituju pravo poništenja.

## Posledice
Poništenje može da ima povratno dejstvo, deluje retroaktivno, i po tome se smatra da isti ugovor ne proizvodi pravno dejstvo od momenta njegovog zaključenja - deluje ex tunc. 
Strane se oslobađaju obaveza, a ako je nekad izvršila svoju obavezu - može tražiti nazad što je dala.
Međutim, stranke mogu da se sporazumeju da poništeni ugovor ne važi samo za ubuduće - da deluje ex nunc, i smatraće se punovažnim ona dejstva do trenutka poništenja. Neće biti povratnog dejstva ukoliko ugovorne strane ugovore da ono što su izvršile ne poništavaju. U skladu je sa prirodom prava jer se radi samo o ličnim interesima, a opšte pravilo naglašava da poništenje ne sme uticati na prava trećih lica.
Kad je rušljiv ugovor bio potpuno ili delimično izvršen, a poništenje deluje ex tunc, nastupa obaveza povraćaja primljenog i ako je moguće povraćaj istih stvari, jer restitucija nije uvek moguća - strana koja je određenu stvar potrošila po osnovu rušljivog posla ili i dalje sa njom raspolaže, onda sledi povraćaj putem novčanog ekvivalenta, gde se cena utvrđuje prema: vremenu vraćanja, primenom cena koje važe u tom trenutku, odnosno prema donošenju sudske odluke.

### Odgovornost ograničeno poslovnog lica
Ukazuje se na obavezu ograničeno poslovno sposobnog lica da bez odobrenja svog zakonskog zastupnika može zaključiti ugovor samo ako mu zakon dozvoljava.
U drugim slučajevima gde nema odobrenje zastupnika ugovor je rušljiv. Može biti osnažen naknadnim odobrenjem